# Chiesa della Madonna della Difesa
La chiesa della Madonna della Difesa (in lingua francese église de Notre-Dame-de-la-Défense) è una chiesa cattolica nel quartiere Petite Italie di Montréal, Québec, Canada. È stata costruita da italiani immigrati nella città, in prevalenza dal Molise, per commemorare l'apparizione della Madonna a La Difesa, una contrada del comune di Casacalenda. È stata disegnata da Roch Montbriant e un artista italo-canadese Guido Nincheri. È in stile neoromanico e presenta una pianta a forma di croce greca. È stata consacrata nel 1919. La volta dell'abside venne realizzata tra il 1927 e il 1933.
È famosa per la sua grande cupola, per la facciata in mattoni, e soprattutto per i suoi affreschi di Guido Nincheri. Un affresco particolarmente noto raffigura Benito Mussolini; dipinto prima della seconda guerra mondiale, in commemorazione della firma dei Patti Lateranensi. Una statua di fronte alla chiesa ricorda le "vittime di tutte le guerre".
Designato come sito storico nazionale del Canada nel 2002, si trova al 6800 Henri-Julien Avenue all'angolo con Dante Street (Jean-Talon o Beaubien metro stations) nel distretto di Rosemont-La Petite-Patrie. La chiesa serve la più antica comunità italiana in Canada.
Tre sacerdoti servono alla chiesa, padre Luca Brancolini, padre Giuseppe Manzini e padre Jacques Duplouy; sono membri della Fraternità sacerdotale dei missionari di San Carlo Borromeo.

## Galleria d'immagini

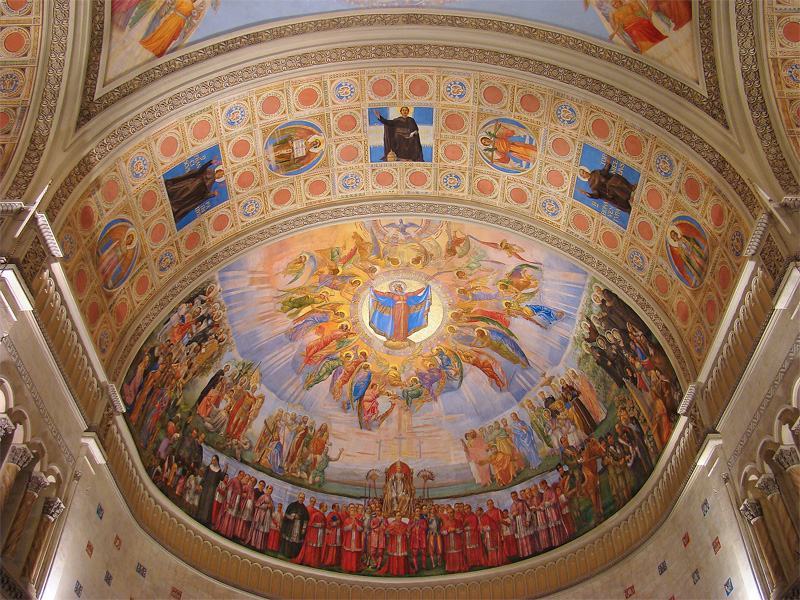
L'abside
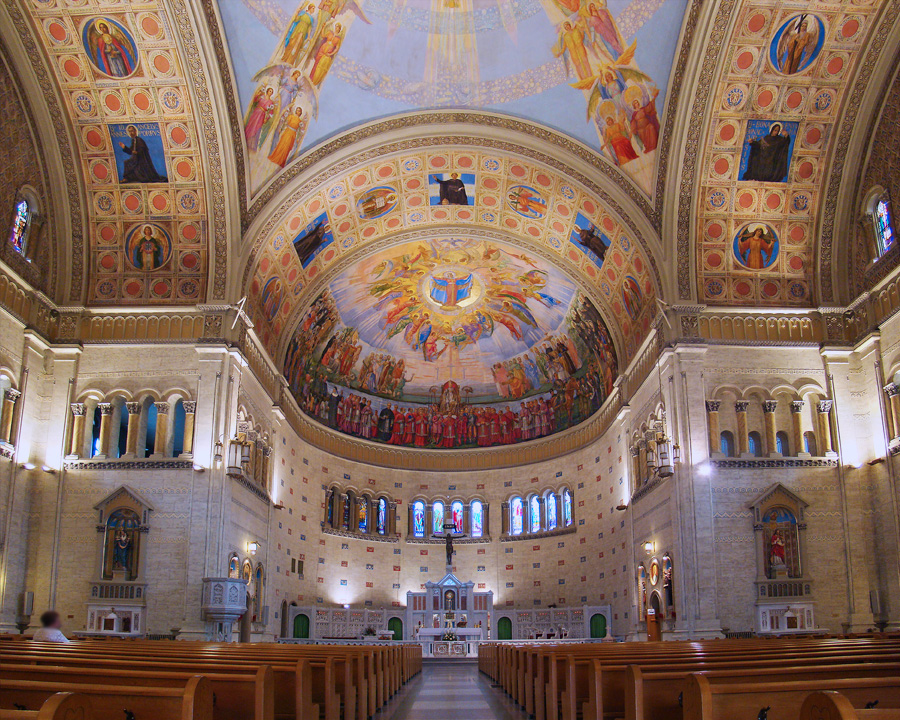
L'interno
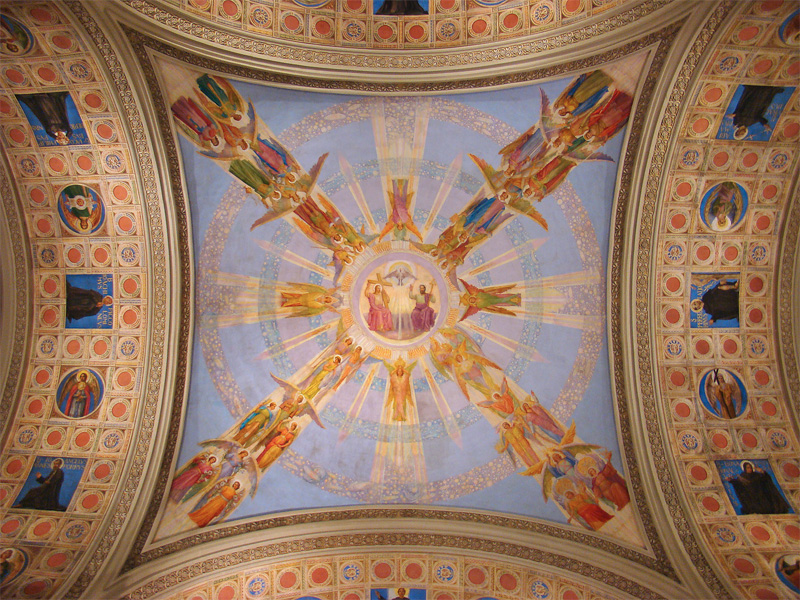
Il transetto
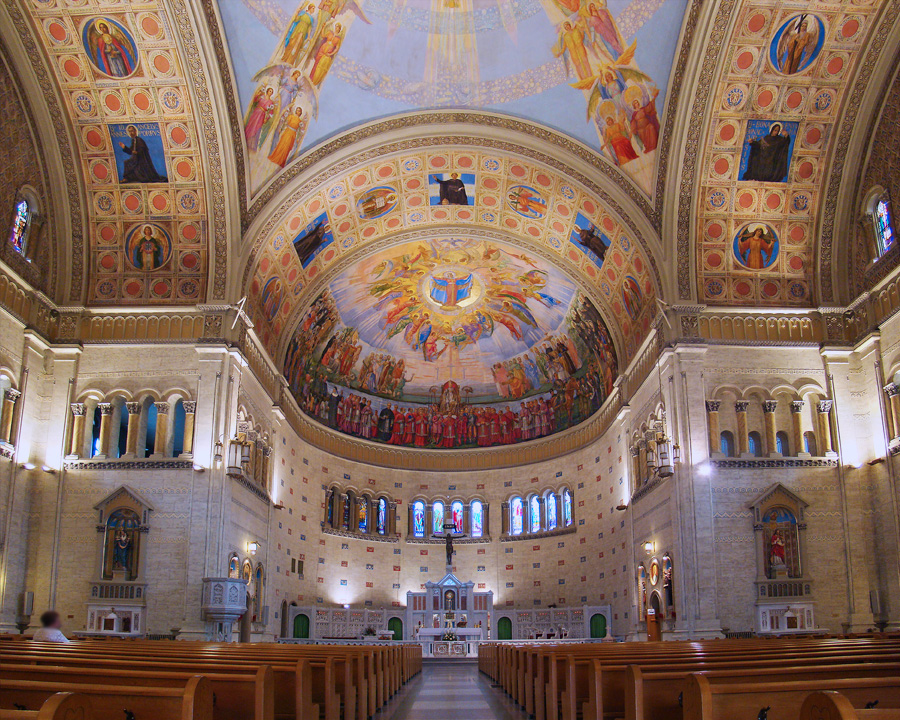
Decorazioni della chiesa della Madonna della Difesa di Montreal
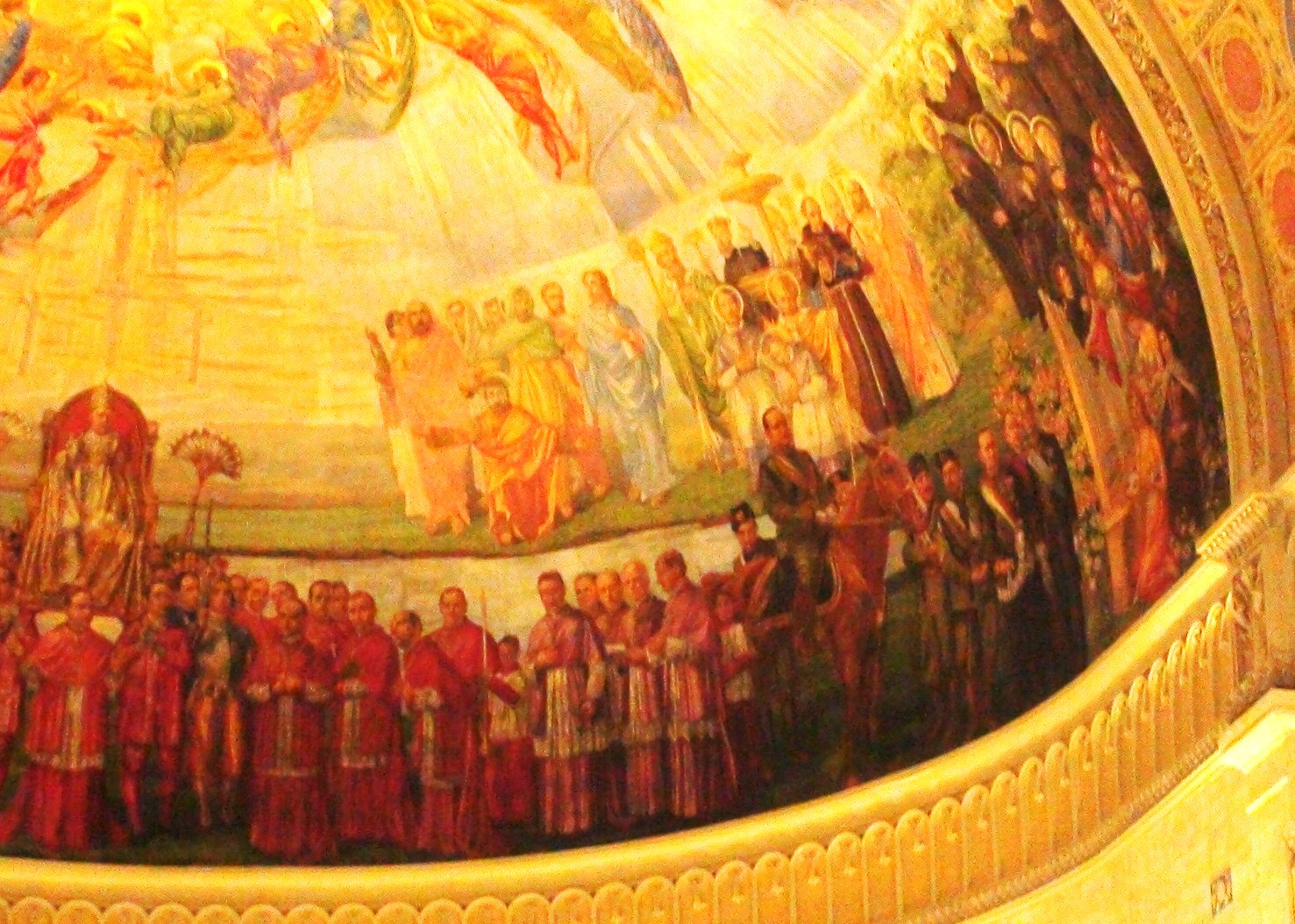
L'affresco con Papa Pio XI e Mussolini
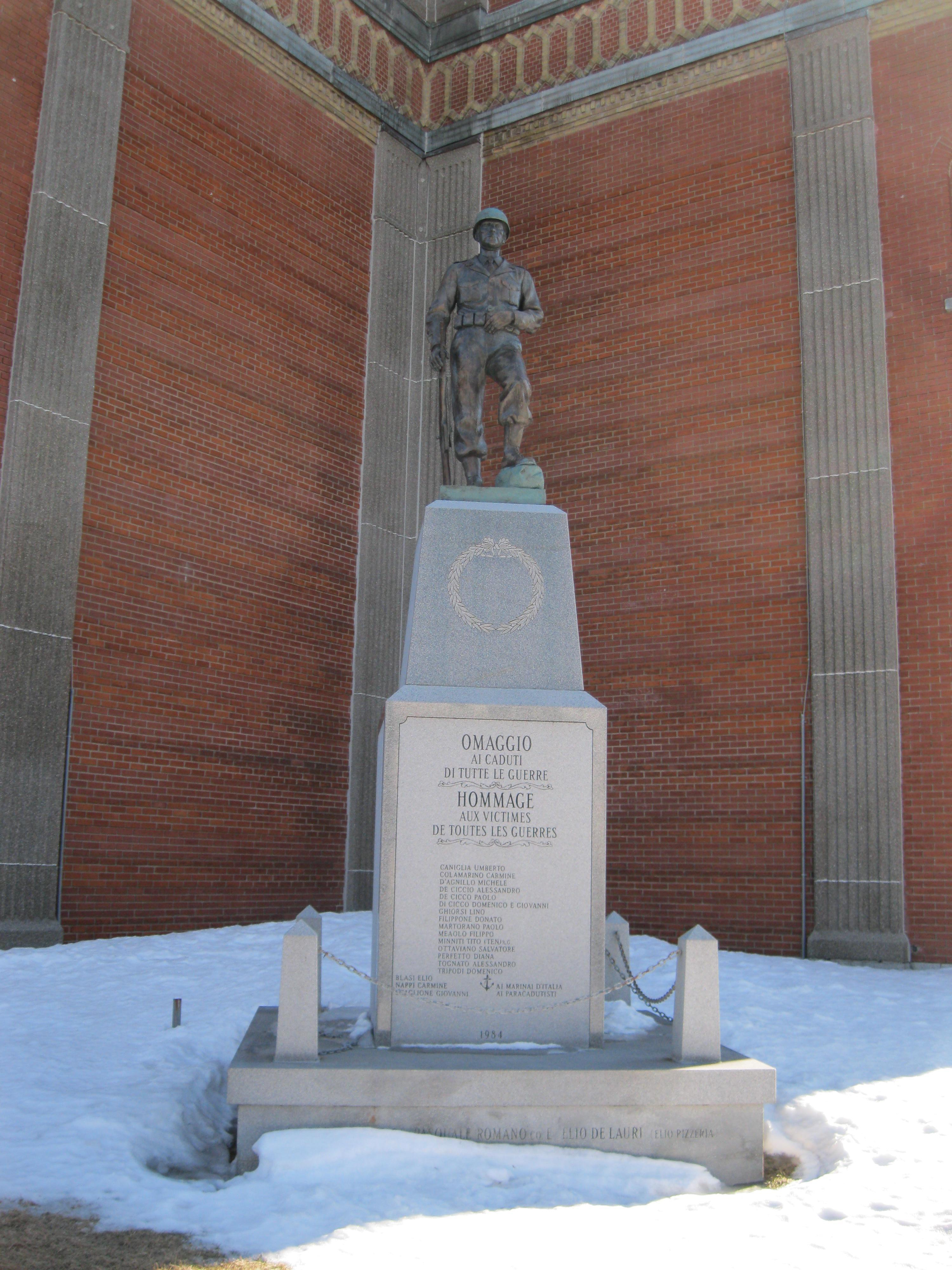
statua per le "Vittime di tutte le guerre"
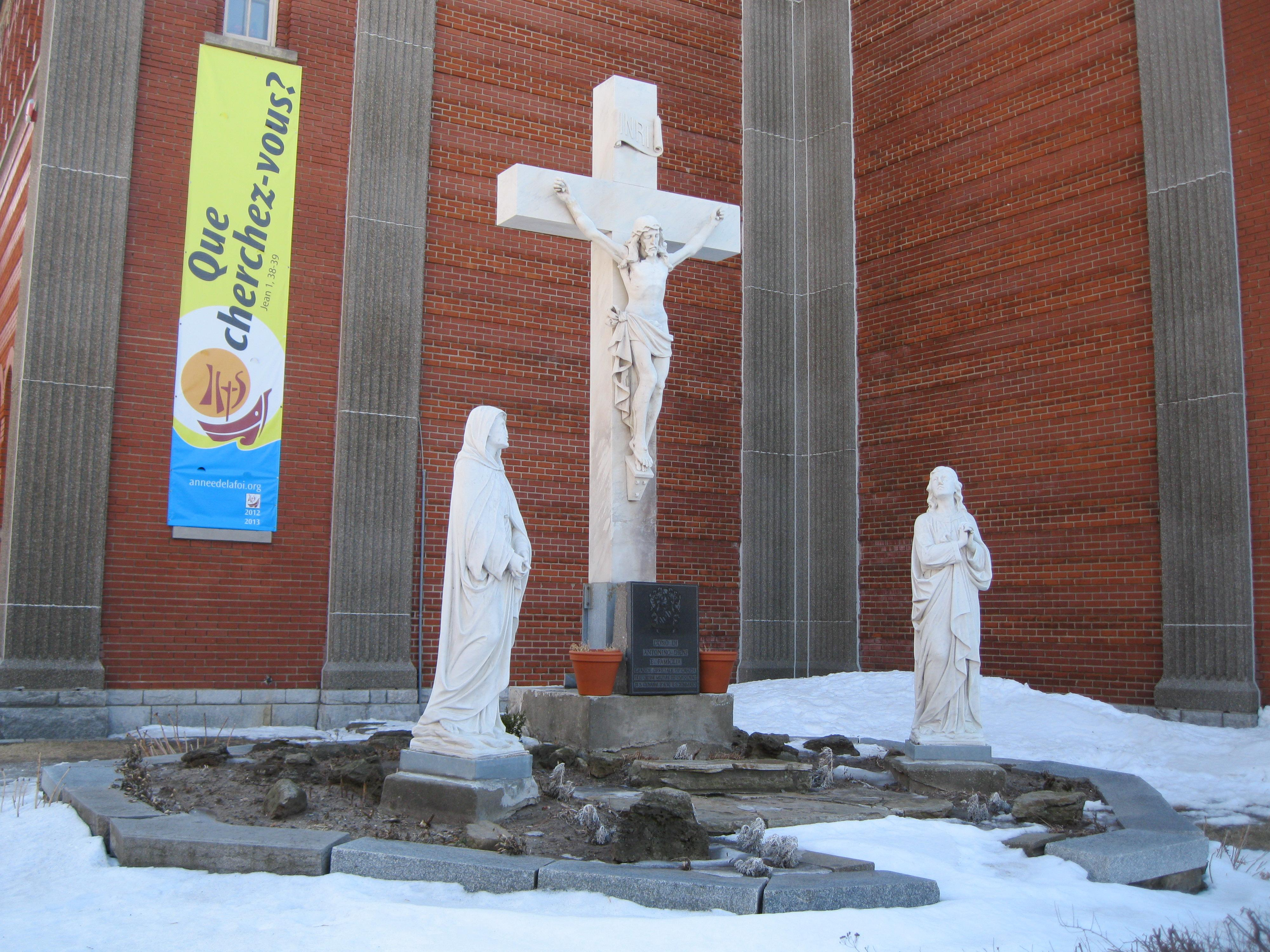
Calvario
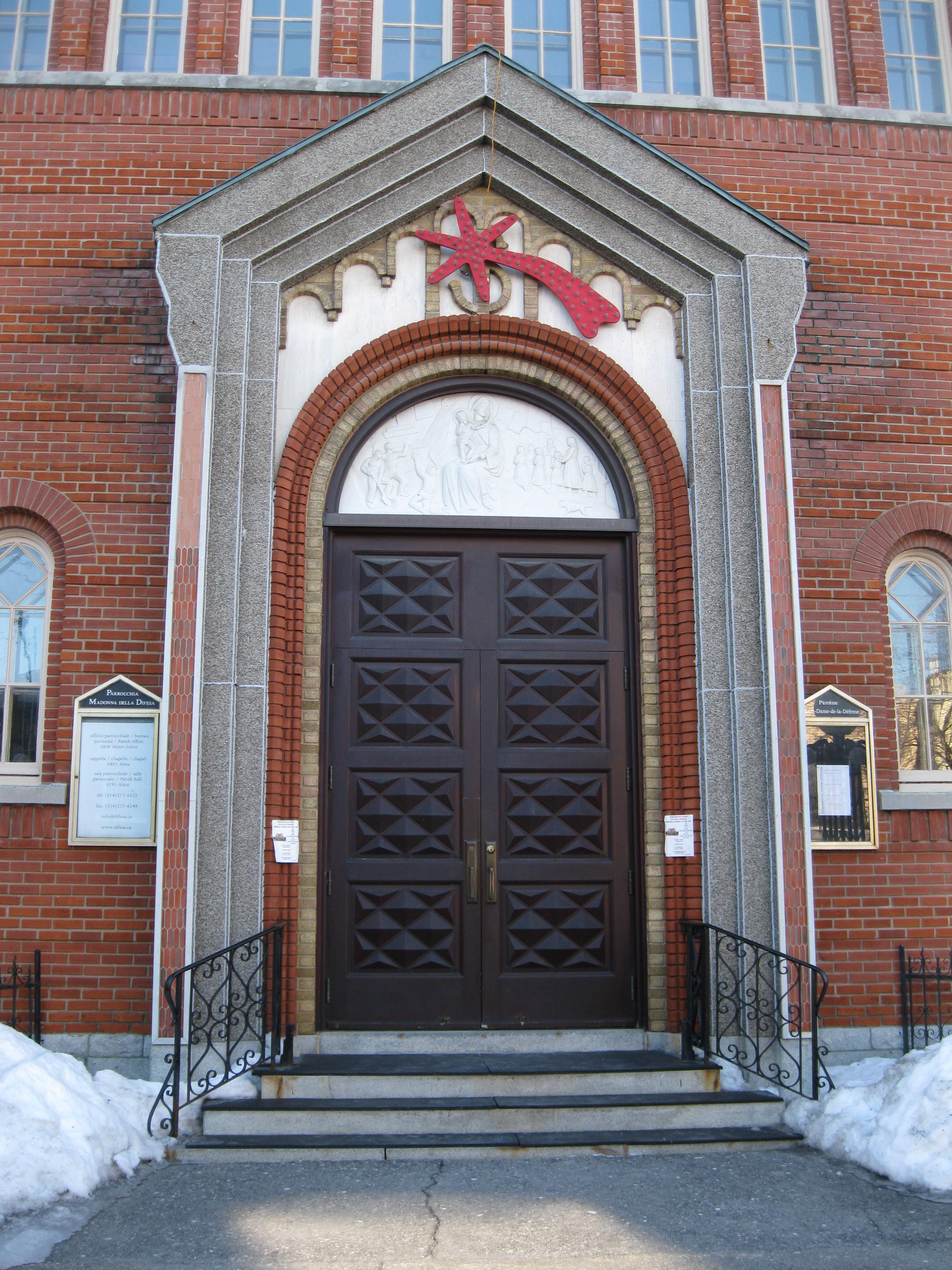
Ingresso principale
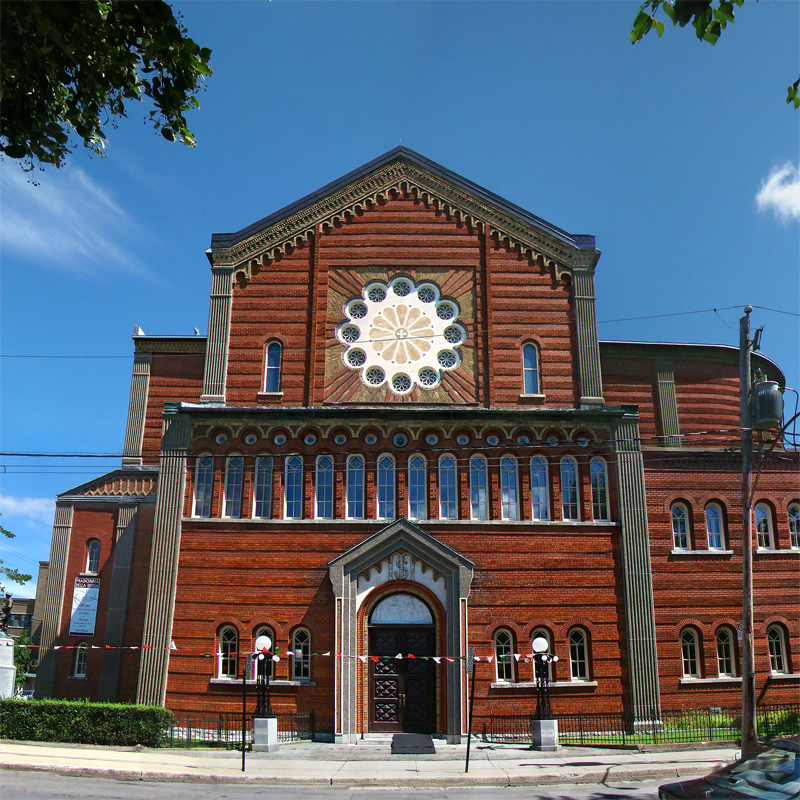
Facciata